# Ince Blundell
Ince Blundell is een civil parish in het bestuurlijke gebied Sefton, in het Engelse graafschap Merseyside met 516 inwoners.